# Mapa de escritoras mexicanas
Mapa de Escritoras Mexicanas Contemporáneas es un proyecto de gestión cultural en pro de la equidad de género creado por la escritora mexicana Esther M. García, en mayo del 2020, a través de la plataforma Google Maps. 
Actualmente cuenta con más de 650 escritoras mapeadas y es un referente a nivel tanto nacional como internacional.
Este proyecto nace de la necesidad de visibilizar y dar nombre al trabajo literario de las mujeres en México. A través de un trabajo de mapeo y geolocalización, la plataforma busca romper el paradigma de que sólo la literatura se produce en el centro del país, sin tomar en cuenta las diferentes regiones que lo conforman, así como la diversidad de lenguas ya que no sólo existen escritoras en español, sino en lenguas originarias que han sido tomadas en cuenta al formar este mapa.

## Desarrollo
El 20 de mayo del 2020, la escritora Esther M. García propuso en su red social de Facebook hacer un hilo de nombres de escritoras mexicanas, como respuesta ante la polémica en torno a los talleres ofertados por la asociación civil Brigada para Leer en Libertad en donde todos los talleristas eran hombres. Incluso el escritor Paco Ignacio Taibo II aparece dos veces en el cartel en donde se promocionó: "Escritores de enorme renombre y amigos de la brigada nos enseñan a ESCRIBIR EN LIBERTAD".
Ante el cuestionamiento por la falta de escritoras en el cartel, la asociación respondió que sólo tenían el nombre de tres grandes escritoras mexicanas quienes, por carga laboral, no podían participar. En un comunicado publicado en Twitter, Brigada para Leer en Libertad culpó a la pandemia como la causante de la falta de inclusión en sus propuestas.
La controversia por la inclusión y visibilización de las escritoras, y el sesgo de género, se habló también en las actividades del Hay Festival Querétaro 2020 en donde las escritoras Elizabeth Duval y Yolanda Segura profundizaron sobre el tema, aludiendo a la cantidad de escritoras leídas y puestas en el mapa, versus la cantidad de escritores que publican actualmente en México y son leídos en los diversos niveles académicos y culturales del país.
García en una entrevista ha mencionado que el desarrollo de este proyecto fue gracias a haberse inspirado en el Mapa de Feminicidios de la activista mexicana María Salguero.